# Germán Sopeña
Germán Rolando Sopeña (7 de octubre de 1946, Huinca Renancó, Córdoba - 28 de abril de 2001, Roque Pérez, Provincia de Buenos Aires) fue un periodista y escritor argentino.

## Biografía
Mientras estudiaba Ciencias Políticas en la Universidad del Salvador, comenzó a ejercer sus primeras labores como periodista en publicaciones de la Editorial Abril. Tras obtener su licenciatura, partió hacia Europa en donde se desempeñó como corresponsal de la citada editorial.
Radicado en París, obtuvo sus títulos de posgrado en el Instituto de Estudios Políticos de París y en la Universidad de la Sorbona. Apasionado del ferrocarril como era, realizó numerosos viajes en ese medio transporte, que años más tarde darían origen a su libro La libertad es un tren.
Fue redactor de las revistas Parabrisas Corsa, Siete días y Panorama, para las cuales fue corresponsal en Francia entre 1977 y 1985; cubriendo notas de actualidad y siguiendo la campaña de Carlos Reutemann en la Fórmula 1 para Corsa.
De regreso a la Argentina, fue jefe de redacción de la publicación Tiempo Argentino entre 1985 y 1986, tras lo cual ingresó al diario La Nación. Allí se desempeñó al frente de la sección de economía entre 1986 y 1992 y pronto se transformó en uno de los periodistas más reconocidos del diario. En esos mismos años, fue redactor de la revista Parabrisas, realizando notas sobre automóviles clásicos y de colección, además de participar esporádicamente en carreras de este tipo de vehículos.
En 1991 obtuvo la beca de investigación Eisenhower y participó del seminario sobre política internacional de la Universidad de Georgetown.
Tras ocupar los puestos de secretario de Redacción y prosecretario general de Redacción de La Nación, en abril de 1999 recibió el nombramiento para hacerse cargo de la secretaría general de Redacción.
Además de desarrollar su labor periodística, Sopeña dedicó gran parte de su tiempo a la docencia. Enseñaba periodismo en la Universidad de Belgrano y recomendaba a sus alumnos desarrollar las seis virtudes ya propuestas por Italo Calvino: la levedad, la rapidez, la exactitud, la visibilidad, la multiplicidad y la consistencia.
El 28 de abril de 2001, perdió la vida al estrellarse el avión Cessna en el que viajaba rumbo a la Patagonia para colocar una placa e izar la bandera de la Argentina en Punta Bandera, en el lugar donde fue izada en 1873 por el perito Francisco P. Moreno. En el mismo accidente, fallecieron el entonces presidente del grupo Techint Agostino Rocca, el director de la Administración Nacional de Parques Nacionales José Luis Fonrouge y otras siete personas.
En el Congreso Nacional de Argentina hay un proyecto para que la Ruta Nacional 40 lleve el nombre de Sopeña, quien contribuyó en los últimos tiempos a la difusión y promoción de la Patagonia en general, y de esa vía de comunicación en particular.
Casado con Patricia Morgan, fue padre de dos hijas. Su viuda creó la Fundación Germán Sopeña, que entrega el premio Gota en el Mar destinado a promover el periodismo solidario.

## Obra escogida
- Memorias de la Patagonia. Crónicas, escenarios, personajes (2006)
- La libertad es un tren (1990)
- La Patagonia blanca (1998)
- Testimonios de nuestra época
- El otro Moreno
- Monseñor Patagonia - Vida y viajes de Alberto De Agostini

## Honores
- Beca Eisenhower para realizar un trabajo de investigación sobre “Formulación de políticas en los Estados Unidos” y “Evolución de las teorías económicas” (1991).[1]
- Premio Entrepeneur (1995).[1]
- Orden Nacional del Mérito del gobierno de Francia (1996)[1]
- Premio Konex en Análisis Económico (1997).[1]
- Premio Santa Clara de Asís (1998).